# Bisbat de Caeciri
Caeciri va ser una civitas romano-amaziga i una antiga diòcesi de l'Àfrica proconsular, diòcesi sufragània de l'arquebisbat de Cartago. La seva localització exacta és desconeguda, i potser es trobava a la regió del Sahel tunisià al sud d'Alger a l'actual Algèria. Només se n'esmena un bisbe, Qubolo, que va prendre part del Concili de Cartago antimonotelita de 646. Actualment sobreviu com a seu titular de l'Església catòlica (en llatí: Dioecesis Caeciritana).

## Cronologia de bisbes
- Quobolo † (pel 646)

## Cronologia de bisbes titulars
- Celestino Ibáñez y Aparicio, O.F.M. † (13 gener 1949 - 18 agost 1951 mort)
- Ramon Masnou i Boixeda † (15 agost 1952 - 2 desembre 1955 nomena bisbe de Vic)
- Adolfo Servando Tortolo † (5 juny 1956 - 11 febrer 1960 nomenat bisbe de Catamarca)
- José Maximino Eusebio Domínguez y Rodríguez † (31 març 1960 - 18 juliol 1961 nomenat bisbe de Matanzas)
- Marcos Gregorio McGrath, C.S.C. † (8 agost 1961 - 3 març 1964 nomenat bisbe de Santiago de Veraguas)
- Eduardo Francisco Pironio † (24 març 1964 - 19 abril 1972 nomenat bisbe de Mar del Plata)
- Heraldo Camilo A. Barotto † (30 gener 1973 - 12 agost 1983 mort)
- Elmer Osmar Ramón Miani † (7 novembre 1983 - 19 desembre 1989 nomenat bisbe de Catamarca)
- Ubaldo Ramón Santana Sequera, F.M.I. (4 abril 1990 - 2 maig 1991 nomenat bisbe de Ciudad Guayana)
- Rubén Oscar Frassia (26 febrer 1992 - 22 juliol 1993 nomenat bisbe de San Carlos de Bariloche)
- Miklós Beer (8 abril 2000 - 27 maig 2003 nomenat bisbe de Vác)
- Antonio Arcari, dal 18 luglio 2003[4]